# Martha Nubia Bello Albarracín
Martha Nubia Bello es una trabajadora social e investigadora colombiana. Se especializa en el conflicto armado interno de Colombia.

## Trayectoria
Estudió Trabajo Social en la Universidad Nacional de Colombia, Magíster en Ciencia política de la Universidad de los Andes y en Investigación Social Interdisciplinaria de la Universidad Distrital Francisco José de Caldas. Profesora del programa de Trabajo Social de la Universidad Nacional de Colombia desde 1991 hasta su jubilación en el año 2022.
Fue investigadora del Grupo de Memoria histórica que luego se convirtió en Centro Nacional de Memoria Histórica (2011) desde el año 2007  hasta el 2018, colaborando en distintos informes destacándose su coordinación del informe ¡Basta ya! Colombia: memorias de guerra y dignidad y su liderazgo por el Museo Nacional de la Memoria que aún se encuentra en construcción generando reflexiones sobre la dignidad de las víctimas del conflicto armado colombiano  sus traumas, daños y duelo, planteando desde allí la  reconstrucción de la memoria desde las víctimas como elemento clave en el abordaje psicosocial.
Durante 11 años de trabajo en el Centro Nacional de Memoria Histórica lideró la línea de investigación sobre los impactos psicosociales del conflicto, generando reflexiones sobre la dignidad de las víctimas del conflicto armado colombiano  sus traumas, daños y duelo, planteando desde allí la  reconstrucción de la memoria desde las víctimas como elemento clave en el abordaje psicosocial.

## Obras
- Bojayá: imágenes y testimonios. Bogotá: Universidad Nacional de Colombia 2005.[8]
- Investigación y desplazamiento forzado : reflexiones éticas y metodológicas. Bogotá, Colombia: Red Nacional de Investigación REDIF.ISBN. 9583396192.
- Aportes teóricos y metodológicos para la valoración de los daños causados por la violencia. Bogotá, Colombia. ISBN: 978-958-58524-0-2.[9]

### En colaboración
- Con Sandro Jiménez Ocampo Delma Constanza Millán Belky Mary Pulido. Choco: acercamiento a la subregión del medio Atrato chocoano. Justicia reparativa y desplazamiento forzado. Bogotá, Colombia: Antrophos. ISBN:978-958-9307-88-5[10]
- con Cancimance López, & Sánchez G, G. (2010). La masacre de El Tigre, Putumayo: un silencio que encontró su voz. Pensamiento. Bogotá: Taurus Centro Nacional de Memoria Histórica. ISBN: 978-958-8560-73-1.

### Premios y reconocimientos
- Premio al mejor proyecto de extensión solidaria de la Facultad de Ciencias Humanas en 1996 y 1999
- Premio a la Docencia Excepcional en 1997, 1998 y 1999
- Treinta mejores líderes de Colombia por la revista Semana y la Fundación Liderazgo y Democracia, 2014.[11]